# Szamil Szaripow
Szamil Magomiedowicz Szaripow (ros. Шамиль Магомедович Шарипов; ur. 10 sierpnia 1997) – rosyjski, a od 2024 roku bahrajński zapaśnik startujący w stylu wolnym. Brązowy medalista mistrzostw Azji w 2024 i 2025. Wygrał indywidualny Puchar Świata w 2020. Wicemistrz Rosji w 2020 roku.